# Deltocephalus fuscovarius
Deltocephalus fuscovarius är en insektsart som beskrevs av William Lucas Distant 1918. Deltocephalus fuscovarius ingår i släktet Deltocephalus och familjen dvärgstritar. Inga underarter finns listade i Catalogue of Life.